# 八代亜紀ベストヒット 50
『八代亜紀ベストヒット 50』（やしろあきベストヒット 50）は、2021年9月25日に発売された八代亜紀のCD-BOXである。

## 概要
デビュー50周年記念作品。特典DVDには2019年12月20日に熊本城ホールで行われたコンサートの模様とミュージック・ビデオを収録。『八代亜紀ベストヒット 〜ニューレコーディングス&ニューシングルズ〜』と同時発売された。

## 収録曲

### Disc 1
1. なみだ恋
2. おんなの夢
3. 花水仙
4. 恋歌
5. おんな港町
6. もう一度逢いたい
7. 愛の終着駅
8. 哀歌（エレジー）
9. 舟唄
10. 雨の慕情
11. 日本海
12. 愛を信じたい

### Disc 2
1. 思い出ゆきの夜汽車
2. 愛は死んでも
3. 愛ひとすじ
4. ともしび
5. ふたりづれ
6. 霧笛
7. 故郷へ…
8. 迷い
9. 花 (ブーケ) 束
10. 昭和の歌など聴きながら
11. 居酒屋「昭和」
12. 明日に生きる愛の歌
13. 月ノ小舟
14. さよなら故郷

### Disc 3
1. ワタシウタ
2. 石狩挽歌
3. 関白宣言
4. 順子
5. 山谷ブルース
6. 残酷な天使のテーゼ
7. ラッキーマンの歌
8. キャバレーフラミンゴ
  - 吉永小百合・風間杜夫とのコラボレーション。
9. 男はつらいよ
10. 生まれ変わる朝
11. 積水ハウスの歌 〜60周年バージョン
12. だいじょうぶ
  - みやぞんとのデュエット。
13. Hand in Hand 〜つなぐ想い〜

### Disc 4
1. フライ・ミー・トゥ・ザ・ムーン
2. ジャニー・ギター
3. サマータイム
4. You'd Be So Nice To Come Home To
5. クライ・ミー・ア・リヴァー
6. St. Louis Blues
7. Sweet Home Kumamoto
8. 五木の子守唄〜いそしぎ
9. AKI'S HOLY NIGHT
10. ワン・レイニー・ナイト・イン・トーキョー
11. 舟唄（ピアノ・バラード Ver.）

### DVD
1. だいじょうぶ（MV）
2. もう一度逢いたい（Live）
3. 明日に生きる愛の歌（MV）
4. 雨の慕情（Live）
5. 居酒屋「昭和」（MV）
6. おんな港町（Live）
7. ワタシウタ（MV）